# Xenographia manifesta
Xenographia manifesta är en fjärilsart som beskrevs av W. Warren 1897. Xenographia manifesta ingår i släktet Xenographia och familjen mätare. Inga underarter finns listade i Catalogue of Life.